# Mirko Hrgović
Mirko Hrgović (* 5. únor 1979) je bývalý bosenský fotbalista.

## Reprezentační kariéra
Mirko Hrgović odehrál za bosenský národní tým v letech 2003–2009 celkem 29 reprezentačních utkání a vstřelil v nich 3 góly.

## Statistiky
| Bosna a Hercegovina | Bosna a Hercegovina | Bosna a Hercegovina |
| Roky                | Záp.                | Góly                |
| ------------------- | ------------------- | ------------------- |
| 2003                | 7                   | 0                   |
| 2004                | 4                   | 0                   |
| 2005                | 2                   | 0                   |
| 2006                | 8                   | 2                   |
| 2007                | 6                   | 1                   |
| 2008                | 1                   | 0                   |
| 2009                | 1                   | 0                   |
| Celkem              | 29                  | 3                   |